# Common Lisp Interface Manager
De Common Lisp Interface Manager (CLIM) is een op Common Lisp gebaseerde programmeerinterface voor het maken van gebruikersinterfaces, meerbepaald grafische gebruikersinterfaces (GUI's). Het biedt een application programming interface (API) voor GUI-faciliteiten voor de programmeertaal Lisp.

## Ontwerp
CLIM is een volledig objectgeoriënteerd programmeersysteem voor gebruikersinterfacebeheer, dat gebruikmaakt van het Common Lisp Object System (CLOS) en gebaseerd is op het mechanisme van stream-invoer en -uitvoer. CLIM is afgeleid van het GUI-systeem Dynamic Windows dat tussen 1988 en 1993 door de Lisp-machines van Symbolics gebruikt werd.
De belangrijkste ontwikkeling was CLIM 2.0, uitgebracht in 1993. Het is gratis en opensourcesoftware uitgebracht onder een GNU Lesser General Public License (LGPL).
CLIM is ontworpen om porteerbaar te zijn over verschillende Common Lisp-implementaties en verschillende venstersystemen. Het gebruikt een reflectieve architectuur voor zijn window-systeeminterface. CLIM ondersteunt, net als Dynamic Windows, zogenaamde Presentations.

## Implementaties
CLIM is beschikbaar voor Allegro CL, LispWorks, Macintosh Common Lisp en Symbolics Genera. Ondanks de ondersteuning van deze en andere commerciële Common Lisp-implementaties lijkt CLIM niet veel gebruikt te worden.
McCLIM is een gratis software-implementatie van CLIM. McCLIM heeft verschillende uitbreidingen op CLIM en is gebruikt voor verschillende applicaties zoals Climacs, een Emacs-achtige editor. Het biedt ook een muisgevoelige Lisp Listener met een read–eval–print loop (REPL) voor Common Lisp.